# Іваненко Віктор Євгенович
Іваненко Віктор Євгенович (нар. 24 червня 1961 р., м.Львів, Україна) — спортсмен, майстер спорту міжнародного класу СРСР та України, Заслужений працівник культури спорту України, тренер з кульової стрільби.

## Біографія
Іваненко Віктор Євгенович народився 24 червня 1961 року в місті Львів, Україна в родині військового[джерело не вказане 1522 дні]. Батько — Завгороднюк Геннадій Михайлович, народився в 1934 році, з родиною не проживав[джерело не вказане 1522 дні]. Мати — Іваненко Алла Павлівна, народилася 10 січня 1936 року в селі Морозовське, московської області[джерело не вказане 1522 дні].
- У 1968 році майбутній спортсмен пішов до школи[джерело не вказане 1522 дні].
- У 1974 р. (у 13 років) перейшов до Львівської вищої школи-інтернату спортивного напрямку (ЛВШСМ) за спеціальністю кульової стрільби до Заслуженого тренера України, Сікорського Віктора Михайловича[джерело не вказане 1522 дні].
- У 1975р. (у 14 років) був зарахований у пістолетну групу до Заслуженого тренера України, Голубова Михайла Дмитровича[джерело не вказане 1522 дні].
- У 1978 році закінчив 10 клас у ЛВШСМ та вступив до Львівського військово-політичного училища ордена Червоної Зірки (ЛВВПУ)[джерело не вказане 1522 дні].
- У 1981 році, у віці 20 років, вперше став чемпіоном та рекордсменом Європи з кульової стрільби МП-8, з результатом 598 з 600 можливих (швидкісна стрільба, м. Титоград, Югославія).[1]
- У 1982 році на змаганнях Кубка світу (Беніто Хуарес, Мексика) отримав 5 медалей: 1 золоту, 2 срібні, 2 бронзові.
- У 1983 році на Кубка світу (Benito Juarez, Мексика) вдалося отримати вже 7 медалей: 1 золоту, 3 срібні та 3 бронзові.
- У цьому ж 1982 році на змаганнях у місті Куба (Гавана) став рекордсменом з особистим рекордом 599 очок з 600 можливих.
- В період з 1984—1995 спортивна кар'єра Віктора стрімко розвивалася[джерело не вказане 1522 дні]. Він був учасником багатьох змагань в країні та за її межами, займав призові місця, отримував нагороди та чемпіонські титули.
- У 1995 році отримав титул бронзового призера Military World Games в місті Рим, Італія.
- З 1975—1998 рр. був призером та багаторазовим чемпіоном УСРС, СРСР, міжнародних змагань, чемпіонатів Європи, CISM, і Кубків світу.
- Віктор є майстром спорту міжнародного класу СРСР та України[2]. Також має титул Заслуженого працівника культури та спорту України.

## Особисте життя
- Дружина — Трощенкова Єлена Арнольдівна, народилася 24.08.1958р. в  м. Первомайськ, Миколаївской області. Закінчила Львівску консерваторію, за направленням фортепіано.
- Донька — Черновіл Надія, народилася 27.03.1980 р., закінчила художнє училище та юридичну Академію в м.Одеса, є  куратором проекту IQ TARGETS- АРТ.
- Внук — Андрій Черновіл, народився у 1999 р.
- Внучка — Софія Черновіл, народилася у 2004 р

## Тренерська кар'єра
З 1999—2008 рр. був старшим тренером збірної команди України з кульової стрільби (пістолетна група).
| Турнір                    | Рік                | Місто (країна)     |                         | Місце              |
| Олег Ткачов (ЦСКА)        | Олег Ткачов (ЦСКА) | Олег Ткачов (ЦСКА) | Олег Ткачов (ЦСКА)      | Олег Ткачов (ЦСКА) |
| ------------------------- | ------------------ | ------------------ | ----------------------- | ------------------ |
| XXVIII Олімпійскі ігри    | 2004               | Афіни (Греція)     | МП-8 587, фінал: 101.7  | 4                  |
| Чемпіонат світу           | 2002               | Лахті (Фінляндія)  | МП-8 585                | 9                  |
| Кубок світу               | 2003               | Форт Беннінг(США)  | МП-8 587, фінал: 99.9   | 1                  |
| фінал                     | 2003               | Мілан (Італія)     | МП-8 589, фінал: 98.2   | 5                  |
|                           | 2004               | Сідней (Австралія) | МП-8 585, фінал:97.3    | 3                  |
| фінал                     | 2004               | Банкок (Таїланд)   | МП-8 586, фінал: 100.7  | 4                  |
|                           | 2005               | Чангвонг (Китай)   | МП-8 581, фінал: 188    | 5                  |
| Чемпіонат Європи          | 2003               | Пльзень (Чехія)    | МП-8 583                | 9                  |
|                           | 2005               | Белград (Сербія)   | МП-8 581, фінал: 191.7  | 4                  |
| Роман Бондарук («Динамо») |                    |                    |                         |                    |
| XXVIIII Олімпійскі ігри   | 2008               | Пекін (Китай)      | МП-8 580, фінал: 194.7  | 6                  |
| Кубок світу               | 2006               | Мюнхен (Німеччина) | МП-8 582, фінал: 198.9  | 2                  |
|                           | 2006               | Мілан (Італія)     | МП-8 585, фінал: 195.2. | 2                  |
|                           | 2007               | Форт Беннінг (США) | МП-8 582, фінал: 199.5  | 4                  |
| Чемпіонат Європи          | 2007               | Гранада (Іспанія)  | МП-8 587, фінал: 195.3  | 2                  |
| Олександр Петрів (ЦСКА)   |                    |                    |                         |                    |
| XXVIIII Олімпійскі ігри   | 2008               | Пекін (Китай)      | МП-8 580, фінал: 200.2  | 1                  |
| Кубок світу               | 2000               | Мюнхен (Німеччина) | МП-8 587, фінал: 95.8   | 7                  |
|                           | 2006               | Гуанчжоу (Китай)   | МП-8 583, фінал: 191.7  | 6                  |
|                           | 2006               | Резенде (Бразилія) | МП-8 581, фінал: 198    | 1                  |
|                           | 2007               | Форт Беннінг (США) | МП-8 578                | 8                  |
|                           | 2008               | Резенде (Бразилія) | МП-8 580, фінал: 191.3  | 6                  |
| фінал                     | 2008               | Банкок (Таїланд)   | МП-8 575, фінал: 197.8. | 5                  |
| Чемпіонат Європи          | 2005               | Белград (Сербія)   | МП-8 580, фінал: 192.2. | 5                  |
|                           |                    |                    |                         |                    |

У 2004 році на XXVIII Олімпійських іграх у Греції, Афінах, учень Віктора Євгеновича, заслужений майстер спорту Олег Ткачов отримав право змагатися у фіналі. В результаті фіналу (МП-8 587+101.7=688.7) зайняв 4-те місце з швидкісної стрільби.
У 2008 році на XXVIIII Олімпійських іграх у Китаї (Beijing) Заслужений майстер спорту Петрів Олександр МП-8 (580+200.2=780.2), якого тренував Віктор Евгенійович, отримав золоту медаль.
На тих змаганнях заслужений майстер спорту Бондарчук Роман МП-8, потрапив у фінал та зайняв 6-те місце.
З 2013—2016 рр. Віктор Іваненко був тренером жіночої національної команди Катару по стрільбі з пістолету. Тренував учасниць Кубків Світу, призерок та чемпіонок національних, арабських та азійських змагань:
- Nasra Mohammed[6]
- AL KHATER Souad[7]
- SALEM  Hanadi[8]

З 2018—2020 рр. Віктор тренує армійську пістолетну чоловічу команду в Індії.
Його спортсмени:
- Gurpreet Singh[9]
- Neeraj Kumar[10]
- Bhawesh Banna
- Gurmeet[11]

Всі спортсмени є учасниками, призерами та чемпіонами національних та міжнародних змагань, азійських та армійських CISM.